# Радон (фильм)
«Радон» (яп. 空の大怪獣ラドン Sora no daikaijû Radon, «Огромный небесный монстр Радон») — японский цветной художественный фантастический фильм 1956 года кинокомпании Toho, который снял Исиро Хонда — режиссёр, которого можно считать основоположником фильмов о кайдзю. Среди его работ такие классические японские фильмы как Годзилла, Мистериане, Великий монстр Варан и Мотра. Этот фильм о гигантских монстрах (кайдзю), первый фильм о Родане и свирепых насекомых-меганулах.
Релиз фильма на DVD состоялся 9 сентября 2008 года.

## Сюжет
Недалеко от небольшого японского городка в шахте начинают происходить несчастные случаи — пропадают рабочие. Вскоре в туннелях появляются огромные хищные насекомые-меганулы, существовавшие на Земле сотни миллионов лет назад. Население городка находится в страшной опасности, но вскоре из недр той же горы появляются два доисторических птерозавра. Оба ещё птенцы, но быстро растут, питаясь гигантскими насекомыми. Однажды они поднимаются в воздух и отправляются исследовать мир. Со всего азиатско-тихоокеанского побережья в Японию приходят сообщения о двух исполинских монстрах, которые сеют разрушения везде, где приземляются. Воздушные атаки на гигантских птерозавров не дают никакого эффекта, но всё-таки есть способ избавиться от чудовищ: учитывая, что они порой возвращаются в родные места вблизи вулкана, можно попытаться устроить им здесь западню.

## В ролях
| Актёр           | Роль                                 |
| --------------- | ------------------------------------ |
| Кендзи Сахара   | инженер Сигеру Кавамура              |
| Юми Сиракава    | возлюбленная Сигеру Кийо             |
| Акихико Хирата  | профессор биологии Кьюитиро Касиваги |
| Акио Кобори     | начальник полиции Нисимура           |
| Ясуко Накада    | девушка-новобрачная                  |
| Миносуке Ямада  | начальник шахты                      |
| Ёсифуми Тадзима | репортер "Сейбу Ниппу" Изэки         |
| Киёхару Танака  | мужчина-новобрачный, друг Сунагавы   |
| Итиро Тиба      | начальник полицейского участка       |
| Цуруе Тимандзи  | сосед Кийо Хару                      |
| Сабуро Икетани  | диктор новостей                      |
| Сабуро Кадоваки | коллега Сунагавы                     |

## В зарубежном прокате
В США фильм вышел в 1957 году как «Родан! Летающий монстр!». Название фильма было изменено, чтобы оно не совпадало с названием радиоактивного элемента. На американском постере Родан гораздо сильнее напоминает дракона, а не птерозавра. Также американцы изменили название разрушенного города с Фукуоки на Сасебо, в нём находилась американская военная база с большими складами боеприпасов.

## Несчастный случай
Во время съёмок одного из эпизодов шкив, на котором был подвешен Харуо Накадзима в костюме Родана, разорвался. Актёр упал с 8-метровой высоты, но остался цел, поскольку падение пришлось в резервуар с водой глубиной полметра, а также благодаря крыльям костюма, смягчившим падение.

## Интересные факты
- Это первый цветной японский фильм о гигантских монстрах.
- Оригинальное японское имя монстра Родана — Радон, на самом деле, является сокращением от японского слова «Pteranodon» («Puteranodon»).
- В своей автобиографии Джордж Такеи говорит, что это была его первая профессиональная актерская работа по озвучиванию фильмов, и все диалоги персонажей, переведенные на английский язык, были озвучены им, Кей Люком, Полом Фрисом и одной женщиной.
- Трос, удерживающий Харуо Накадзима, исполнителя роли Родана, в сцене на мосту Сасебо, оборвался, в результате чего каскадёр в костюме монстра упал с высоты около 8 метров в воду. Этот инцидент оставлен в фильме как сцена, где Родан ныряет и погружается в воду возле моста. Тросы были снова использованы в другой сцене, где Родан выходит из воды, но они чуть не оборвались опять, потому что костюм актёра случайно наполнился водой и его общий вес сильно увеличился.
- Кен Куронума, который написал оригинальную сюжетную историю для этого фильма, был вдохновлен инцидентом в штате Кентукки, США в 1948 году, когда Томас Ф. Мантелл, пилот Национальной Воздушной Гвардии Кентукки, погиб при крушении своего самолёта, преследуя то, что он принял за НЛО.
- Имя монстра в Японии — «Радон». Однако, из-за того, что в США тогда существовало мыло с таким же названием, при кинопрокате на американском рынке имя монстра было изменено на «Родан».
- Родана изображал актёр Харуо Накадзима, который особенно известен ролью Годзиллы в других фильмах.
- Насекомые-меганулы впоследствии повторно появились в фильме «Годзилла против Мегагируса» (2000).